# Phasia dilula
Phasia dilula là một loài ruồi trong họ Tachinidae.